# Fényes szelek
A Fényes szelek 1968-ban készült és 1969-ben bemutatott színes magyar filmdráma Jancsó Miklós rendezésében. A filmforgatás fő helyszíne a veszprémi várnegyed és Szent Benedek hegy volt.

## Történelmi háttér
A népi kollégiumi eszme az 1930-as években született meg a népi írók, falukutatók által feltárt szörnyű viszonyok hatására. A bentlakásos internátus létesítésével meg akarták teremteni a tanulás, az értelmiségivé válás esélyét a szegény sorsú, többnyire paraszti származású gyerekeknek. A Népi Kollégiumok Országos Szövetsége (NÉKOSZ), a népi kollégiumi mozgalom a negyvenes évek közepén indult (1946. Elsősorban a Magyar Kommunista Párt (MKP) és a Nemzeti Parasztpárt pártolta, ami sokat segített a kollégiumi szervezet kiépítésében. július 9-én), és rövid virágzás után az évtized végére be is fejeződött, azaz beszüntette a Rákosi-rendszer. A hatása máig is érezhető, hiszen számos kiváló ember került ki az egykori kollégisták közül.
„1948-ra a 158 népi kollégium behálózza az egész országot, s körülbelül 9500 középiskolás és egyetemista számára nyújt életre szóló szakmai és közösségi tapasztalatot. Kialakul a kollégiumok sajátos rituáléja, megvannak a dalaik, mozgalmi és pedagógiai hagyományaik. Az egész korszakot jellemzi a Sej, a mi lobogónkat című NÉKOSZ-indulóból elhíresült szószerkezet: „fényes szelek”. Ilyen többé-kevésbé autonóm, nemzeti kötődésű kollégiumi rendszer sehol máshol nem alakult ki a szovjet blokkban. 1948 a csúcspont és az élethalálharc kezdete. A NÉKOSZ ellen az első komoly politikai támadás 1948 tavaszán indult, és egyre erősödő hullámokban folyt egészen a népi kollégiumokat elítélő párthatározatig, amikor az  MDP Politikai Bizottsága elfogadta a NÉKOSZ-t megbélyegző határozatot. Jancsó Miklós és Hernádi Gyula mindketten a NÉKOSZ tagjai voltak, a forgatókönyvet saját élményeik alapján is írták, és nékoszos agitációs akciókban is részt vettek. 

## Cselekmény
|  | Alább a cselekmény részletei következnek! |

1947-ben járunk, a második világháború utáni Magyarországon. Népi kollégisták egy lelkes és fanatikus kis csoportja, Laci a NÉKOSZ-titkár vezetésével, a kommunista párt infrastruktúráját, járműveit felhasználva benyomul egy vidéki katolikus papi líceumba. Először csak jószándékúan vitatkozni szeretnének a papnövendékekkel, hogy meggyőzzék őket az új kommunista társadalom szükségességéről. Három témát akarnak megvitatni a papi gimnázium tanulóival: Mi a személyiség szerepe a történelemben? Megismerhető-e a világ? Kereszténység és kommunizmus. Az eszmecsere során Laci kijelenti az egyik szelíd vitapartnerének a kommunista hatalomról, hogy „a világtörténelemben ez az első hatalom, ami tisztességes”. A párt – amelyet egy rendőrtiszt képvisel (András) – azonban gyors eredményeket akar, ezért megfélemlítésül letartóztatnak néhány katolikus diákot. Lacinak a NÉKOSZ-titkárnak ez nem tetszik, ám a türelmetlenebb kollégisták a párt álláspontját elfogadva leváltják őt. Két lány, Jutka és Teri lesz az új vezető, akik még durvábban alázzák meg a passzív ellenállást tanúsító papnövendékeket. Mivel ezúttal már túl messzire mentek, a párt, megelégelve túlkapásaikat, megvonja tőlük a támogatást, leváltja őket. A lányok ezt csalódásként élik meg.
|  | Itt a vége a cselekmény részletezésének! |

## Szereplők
- Drahota Andrea – Lantos Jutka
- Kovács Kati – Szabó Teréz
- Balázsovits Lajos – Fekete Laci
- Kozák András – András (Kozma)
- Bálint András – zsidó fiú (András)
- Kosztolányi Balázs – Balázs
- Madaras József – Kellér atya
- Uri István – Pista
- Orbán Tibor – paptanár
- Csengery Adrienne – kollégista lány
- Deák B. Ferenc – János
- Csányi Miklós – Miki
- Tóth Benedek – Molnár
- Bálint Tamás, Kern András, Leisen Antal – gimnazisták
- Schwetz András, Pecsenke József, Juhász Jácint – a kollégiumi szövetség vezetői

## Díjak
Magyar Játékfilmszemle (1969)
- díj: legjobb férfi alakítás (Balázsovits Lajos)

Magyar Filmkritikusok Díja (1970)
- díj: legjobb rendezés

Adelaide Nemzetközi Filmfesztivál (1970)
- díj: Arany-díj "Dél Keresztje" (Szakmai zsűri díja)[5]